# Margarete (Namur)
Margarete von Courtenay (* ca. 1194; † 17. Juli 1270) war eine verheiratete Gräfin von Vianden und von 1229 bis 1237 eine Markgräfin von Namur aus dem Haus Courtenay. Sie war eine Tochter Peters von Courtenay († 1217/19), Lateinischer Kaiser von Konstantinopel, und der Jolante von Flandern († 1219).

## Leben
Margarete dürfte das älteste Kind ihrer Eltern gewesen und um 1194 geboren sein, da sie im Jahr 1210 urkundlich als Ehefrau des Raoul III. von Issoudun genannt wird. Dieser hat 1212 sein Testament aufgesetzt und dürfte noch im selben Jahr gestorben sein, worauf Margarete um 1217 Graf Heinrich I. von Vianden heiratete. Mit ihm hatte sie sechs Kinder:
- Mathilde, ⚭ um 1235 Johannes Angelos, Herzog von Syrmien
- Peter († nach 1272)
- Friedrich († 1247)
- Heinrich († 1267), Bischof von Utrecht 1249–1267
- Philipp († 1273), Graf von Vianden
- Yolanda († 1283)

Nach dem Tod ihres Bruders Heinrich II.  im Jahr 1229 besetzte Margarete sofort die Burg von Namur und brachte die Kontrolle über die Grafschaft an sich. Damit kam sie Graf Ferdinand von Flandern zuvor, der ebenfalls einen Besitzanspruch auf das Namurois geltend machte. Dieser fand in König Heinrich (VII.) einen Rückhalt, welcher ihm am 3. Juni 1229 das Namurois als Reichslehen übertrug. Dank der Unterstützung ihres Mannes und Enguerrands III. von Coucy, des ehemaligen Vormunds ihres Bruders, konnte sich Margarete zunächst gegen Ferdinand behaupten. So konnte sie 1230 und 1231 urkundlich als „Gräfin von Namur“ (comitissam Namucensem) auftreten. Doch stieß Ferdinand 1232 mit einem Heer in das Namurois vor und eroberte Floreffe. Darauf wurde der Kampf am 1. November 1232 in Cambrai in einem vertraglichen Ausgleich beendet, in dem Margarete, hier nun als „Markgräfin“ (marchissam Namucensem) auftretend, dem Graf von Flandern die Burgen von Viesville und Golzinne abtrat, ihr Mann diesem den Mannschaftseid schwor und sie im Gegenzug als rechtmäßige Besitzerin der restlichen Grafschaft Namur anerkannt wurde.
1237 kam Margaretes einziger noch lebender Bruder, Kaiser Balduin II., aus dem fernen Konstantinopel nach Westeuropa und forderte als letzter Sohn ihrer Eltern das Erbrecht auf Namur ein. Nur widerwillig und erst nach Zahlung von 7.000 Pfund trat sie die Grafschaft an ihn ab. Bei Balduins zweitem Besuch im Jahr 1247 bestimmte dieser sie testamentarisch zu seiner ersten Eventualerbin, sollte er kinderlos sterben, was allerdings nicht eintrat.
Nach dem Tod ihres Ehemanns im Jahr 1252 trat Margarete in das Kloster Marienthal ein, wo sie am 17. Juli 1270 verstarb.

## Quelle
- Herman Vander Linden: Marguerite de Courtenay. Académie royale de Belgique, Biographie Nationale de Belgique, Band 13, Brüssel 1895, S. 629–631.